# Comuna de Nowy Dwór
Nowy Dwór (polaco: Gmina Nowy Dwór) é uma gminy (comuna) na Polónia, na voivodia de Podláquia e no condado de Sokółka.
De acordo com os censos de 2004, a comuna tem 2966 habitantes, com uma densidade 24,5 hab/km².

## Área
Estende-se por uma área de 120,88 km², incluindo:
- área agricola: 79%
- área florestal: 14%

## Demografia
Dados de 30 de Junho 2004:
|                      | Total   | Total | Mulheres | Mulheres | Homens  | Homens |
| -------------------- | ------- | ----- | -------- | -------- | ------- | ------ |
|                      | pessoas | %     | pessoas  | %        | pessoas | %      |
| População            | 2966    | 100   | 1492     | 50,3     | 1474    | 49,7   |
| Densidade (pop./km²) | 24,5    | 100   | 12,3     | 12,3     | 12,2    | 12,2   |

De acordo com dados de 2002, o rendimento médio per capita ascendia a 1327,48 zł.

## Comunas vizinhas
- Dąbrowa Białostocka, Kuźnica, Lipsk, Comuna de Sidra.